# Almaș (Arad)
Almaș (deutsch Almasch, ungarisch Háromalmás) ist eine Gemeinde im Kreis Arad im rumänischen Kreischgebiet.
Der Ort ist auch unter der deutschen Bezeichnung Almasch und den ungarischen  Alsóalmás, Felsőalmás, Kisalmás, Nagyalmás und  Almás bekannt.

## Geographische Lage

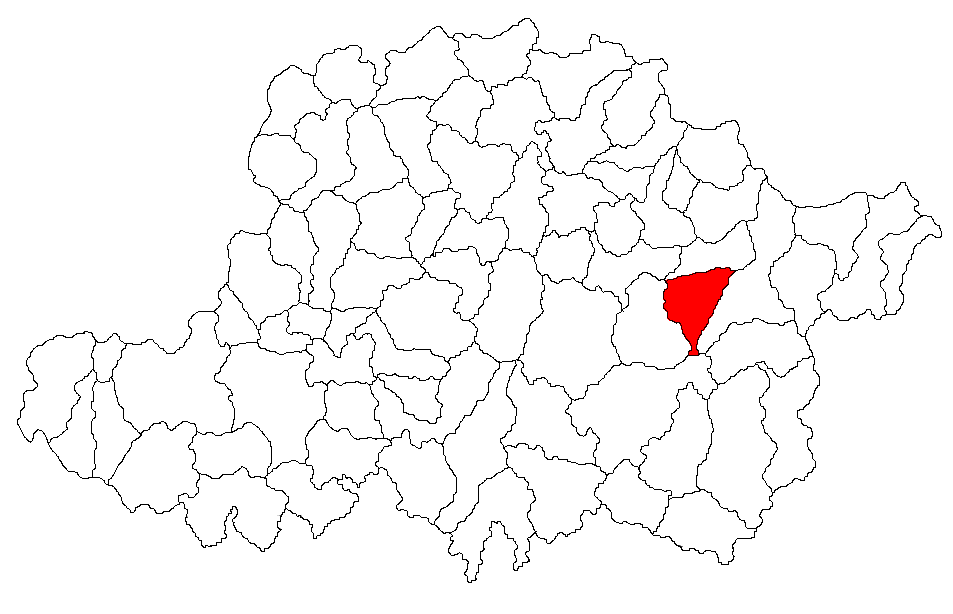
Lage der Gemeinde Almaș im Kreis Arad

Die Gemeinde Almaș liegt in den nördlichen Ausläufern des Zarand-Gebirges (Munții Zarandului) – ein Gebirgszug des Apuseni-Gebirges –, südlich des Crișul Alb (Weiße Kreisch). Der Ort Almaș, am gleichnamigen Bach – ein linker Zufluss der Weißen Kreisch –, dem Drum național 79A (Vârfurile–Vărșand) und der Bahnstrecke Arad–Brad gelegen, befindet sich in dem historischen Stuhlbezirk Borossebes des Komitats Arad 39 Kilometer südöstlich von der Kleinstadt Ineu; die Kreishauptstadt Arad befindet sich 96 Kilometer (71 km Luftlinie) westlich von Almaș entfernt.

## Geschichte
Der Ort Almaș wurde erstmals 1334 urkundlich erwähnt.
Namensgeber ist Dominicus de Almos.
Im Laufe der Jahrhunderte traten verschiedene Schreibweisen des Ortsnamens in Erscheinung:
1334 Almos, 1406 Alsoalmas, 1439 Almas, 1441 Felsewalmas, 1445 Also Almas, 1479 Haromalmos, 1525 Nagh Almas, Kys Almas, 1715 Almás, 1808 Almás, 1839 Almás, 1858–1900 Almás, 1909 Almaș, Almás, 1910, 1913 Háromalmás, 1921 Almaș, Háromalmás, 1932, 1956 Almaș.
Auf dem Areal des eingemeindeten Dorfes Cil (ungarisch Alcsil) wurden Funde, welche nach Angaben von S. Márki und M. Roska in die Spätbronzezeit deuten, gemacht. Diese befinden sich heute im Museum in Budapest.
Die Bewohner leben heute vorwiegend von der Viehzucht, der Landwirtschaft, dem Obstbau und hauptsächlich der Holzverarbeitung.

## Bevölkerung
Die Bevölkerung der Gemeinde entwickelte sich wie folgt:
| 1880 | 3.625 | 3.489 | 104 | 32 | -             |
| 1910 | 4.164 | 3.960 | 166 | 25 | 13            |
| 1941 | 3.724 | 3.653 | 12  | 11 | 48            |
| 1977 | 3.406 | 3.378 | 9   | 4  | 15            |
| 1992 | 3.119 | 3.053 | 5   | 1  | 60            |
| 2021 | 2.191 | 1.906 | 2   | -  | 283 (61 Roma) |

Seit 1880 wurde auf dem Gebiet der heutigen Gemeinde die höchste Einwohnerzahl – gleichzeitig die der Rumänen und die der Ungarn – 1910 ermittelt. Die höchste Bevölkerungszahl der Roma (101) wurde 2002 und die der Deutschen 1880 registriert. Des Weiteren bekannten sich einige Einwohner als Slowaken (höchste Einwohnerzahl 5 im Jahr 1910), als Ukrainer (1 im Jahr 1992, 2 im Jahr 2002).
Bei der Volkszählung im Jahr 2002 wurden in Almaș 3.009 Menschen registriert. 2.897 davon waren Rumänen, 101 waren Roma, sechs waren Magyaren, zwei waren Ukrainer. Darüber hinaus wurden je ein Rumäniendeutscher, ein Lipowaner und ein Slowake, registriert. Von den registrierten Menschen waren 2.048 rumänisch-orthodoxen Glaubens, 629 waren Pfingstler, 321 waren Baptisten. Des Weiteren bekannten sich fünf Menschen zum römisch-katholischen glauben, zwei zum griechisch-katholischen und zwei Menschen zum Siebenten-Tags-Adventisten-Glauben. Zwei Menschen wurden ohne Glauben registriert.

## Sehenswürdigkeiten
- Die orthodoxe Kirche Buna Vestire,[8] 1889 errichtet und der Brunnen „Fantana Iordanului“ nebenan.[9]
- Eine Quelle in der Nähe des Dorfes Almaș, markiert symbolisch die Grenze des Motzenlandes.

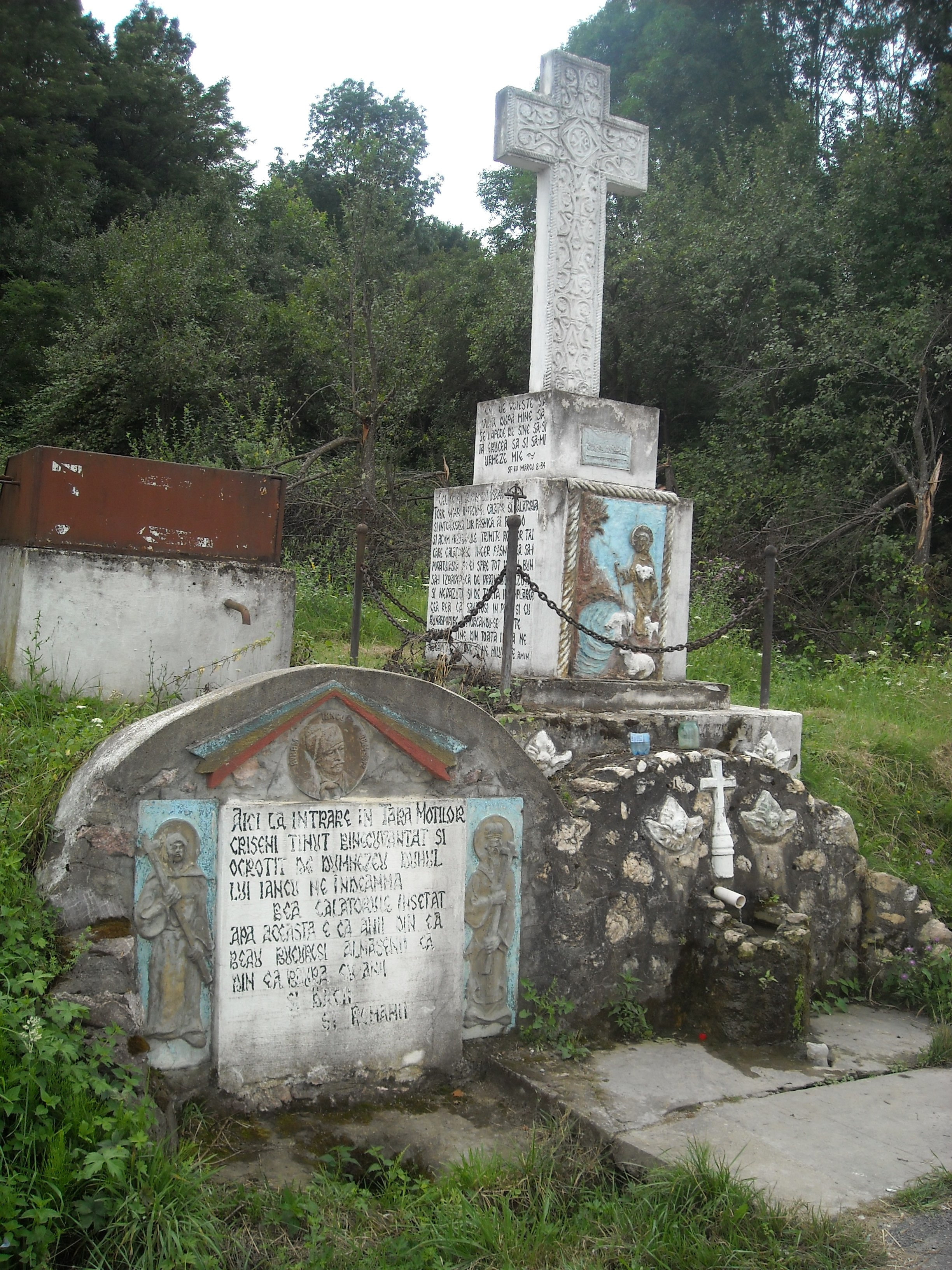
Quelle bei Almaș
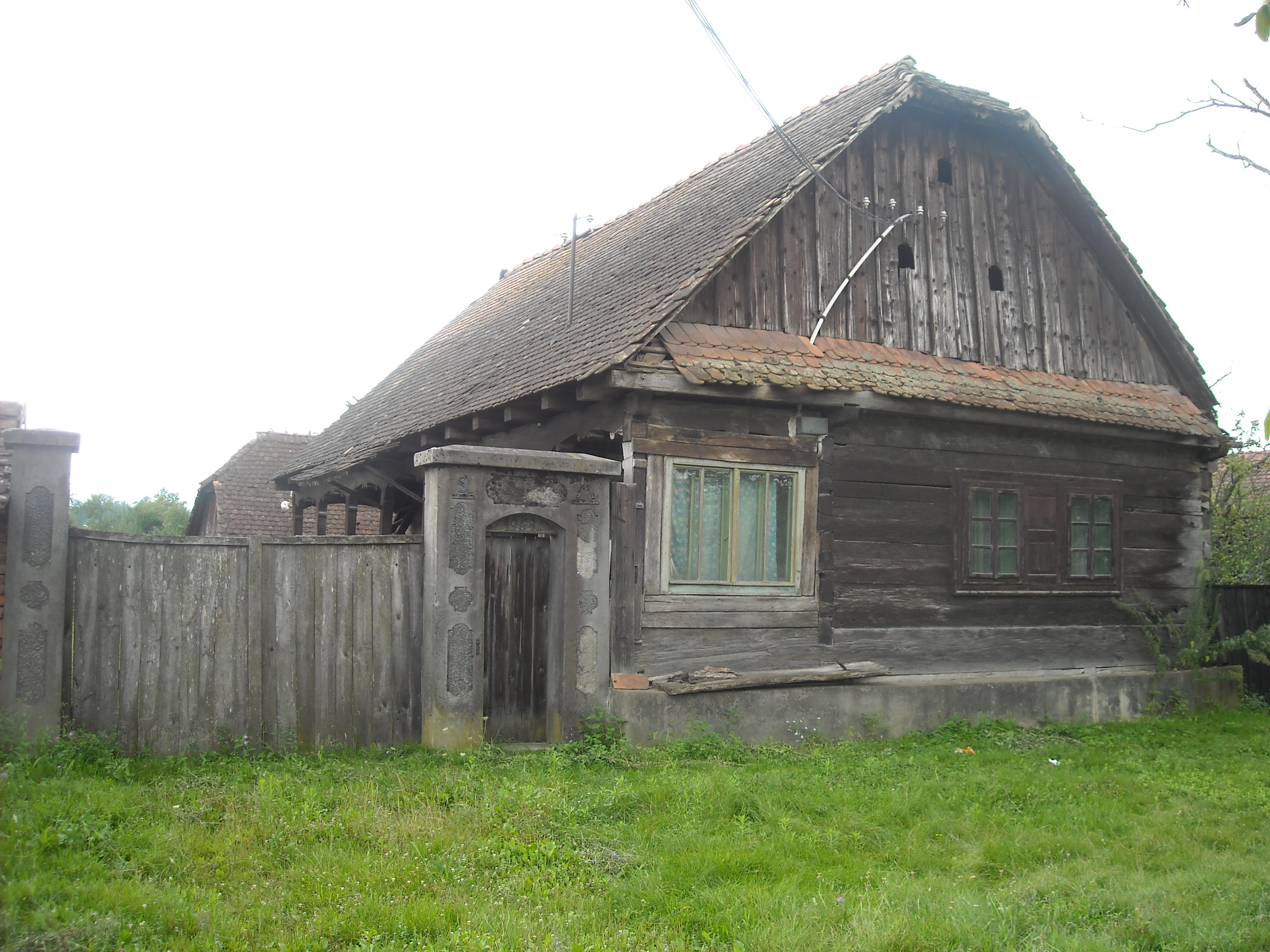
Bauernhaus in Almaș
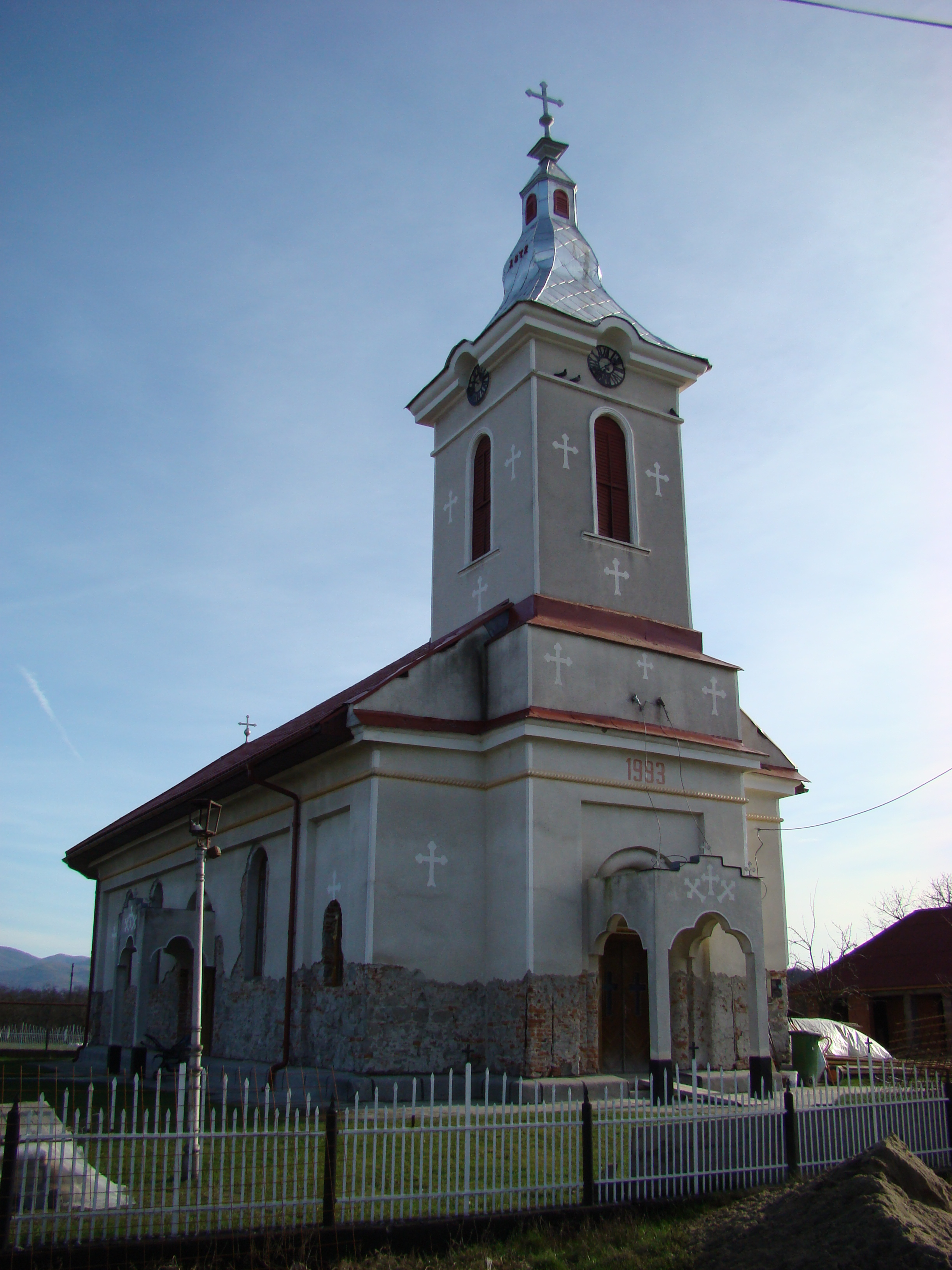
Die orthodoxe Kirche im Dorf Cil